# Caslon

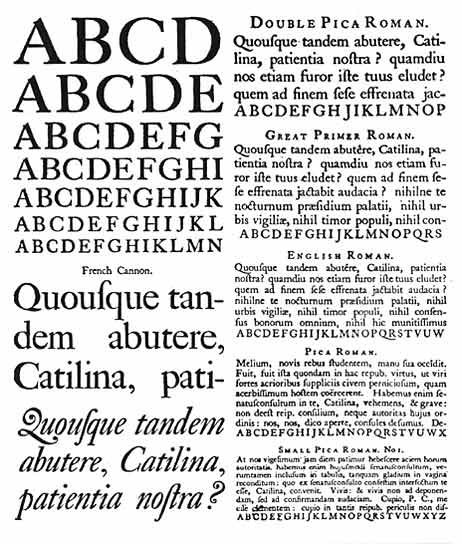
Catálogo da fonte de William Caslon, 1732

A Caslon é uma família tipográfica, uma variação das serifadas clássicas, criada pelo tipógrafo inglês William Caslon em 1732. Esta fonte foi utilizada na primeira versão impressa da Declaração da Independência Americana.
- Tipografia
- Lista de famílias tipográficas